# レイ・サンチェス
レイ・フランシスコ・グアダルーペ・サンチェス（Rey Francisco Guadalupe Sánchez, 1967年10月5日 - ）は、プエルトリコのリオ・ピエドラス出身の元プロ野球選手（内野手）。右投右打。

## 経歴
1986年のMLBドラフト13巡目（全体319位）でテキサス・レンジャーズから指名され、プロ入り。シカゴ・カブスへ移籍後の1991年9月8日にメジャーデビューすると、1993年より遊撃手のレギュラーとなった。カブスでは毎シーズン100試合前後に出場して、2割台後半の打率と安定した守備でチームに貢献した。1997年8月にはニューヨーク・ヤンキースへ移籍し、クリーブランド・インディアンスとのALDSでは二塁手を務めた。
その後は毎年のように移籍を繰り返すも、足掛け3年間在籍したカンザスシティ・ロイヤルズへの移籍初年度の1999年には共に自己ベストとなる打率.294、56打点を記録している。再びヤンキースでプレーの2005年が現役最後のシーズンとなった。

## プレースタイル
二遊間のポジションをこなす守備は堅実で、打撃ではセンタ一から右への流し打ちを持ち味としていた。ヒットエンドランのサインが出れば、確実に一塁走者の背中を目掛けて打球を飛ばすといった名脇役的存在だった。また、攻守ともに渋い働きを見せる一方で、ロイヤルズ在籍時には当時の若い選手たちにも積極的にアドバイスを送っていた。

## 詳細情報

### 背番号
- 15（1991年）
- 6（1992年）
- 11（1993年 - 1997年途中）
- 26（1997年途中 - 同年終了、2005年）
- 14（1998年）
- 1（1999年 - 2001年途中、2003年途中 - 2004年）
- 2（2001年途中 - 同年終了）
- 13（2002年）
- 10（2003年 - 同年途中）